# Phoradendron brittonianum
Phoradendron brittonianum är en sandelträdsväxtart som beskrevs av Henry Hurd Rusby. Phoradendron brittonianum ingår i släktet Phoradendron och familjen sandelträdsväxter. Inga underarter finns listade i Catalogue of Life.